# Сільвія Вретгаммар
Сільвія Вретгаммар (нім. Sylvia Vrethammar; нар. 22 серпня 1945, Уддевалла, Швеція) — шведська співачка.

## Дискографія
- 1969 — Tycker om dej
- 1970 — Sylvia
- 1971 — Dansa samba med mej
- 1972 — Gamla stan
- 1973 — Jag sjunger för dej
- 1973 — Eviva España
- 1974 — Sylvia & Göran på Nya Bacchi
- 1975 — Stardust & Sunshine
- 1976 — Somebody loves you
- 1977 — Mach das nochmal
- 1977 — Leenden i regn
- 1979 — Chateau Sylvia
- 1980 — In Goodmansland
- 1985 — Rio de Janeiro blue
- 1990 — Öppna dina ögon
- 1992 — Ricardo
- 1999 — Best of Sylvia
- 2002 — Faller för dig
- 2005 — Sommar! Samba! Sylvia!
- 2006 — Champagne
- 2009 — Te quiero
- 2013 — Trivialitet